# 푸리에 해석학

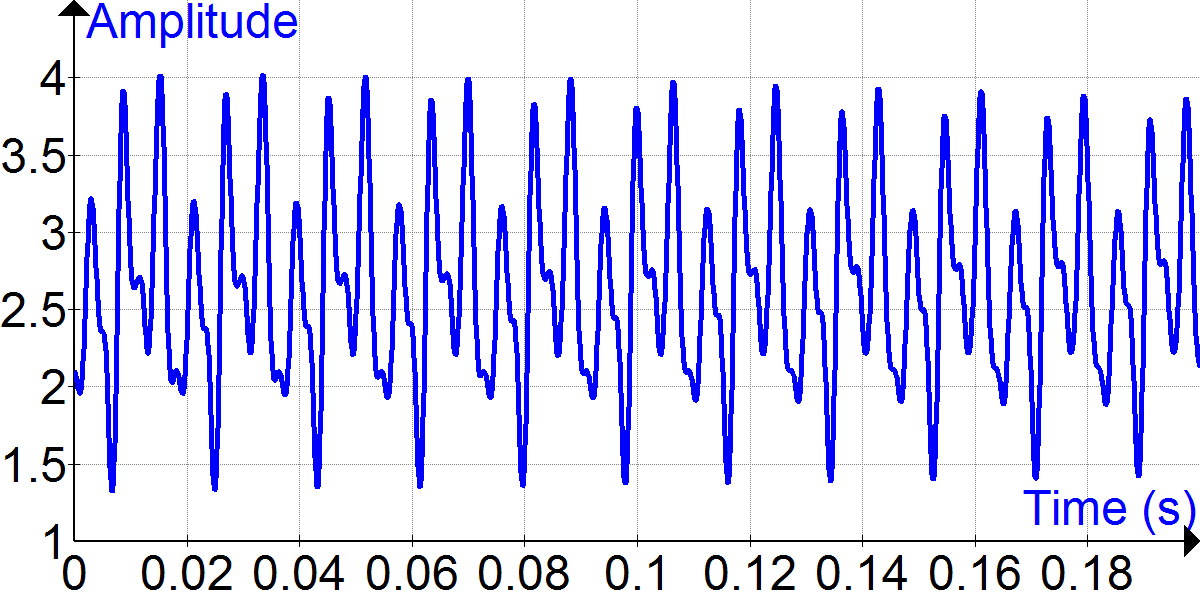
베이스 기타의 개방현 A음(55Hz)의 시간 신호

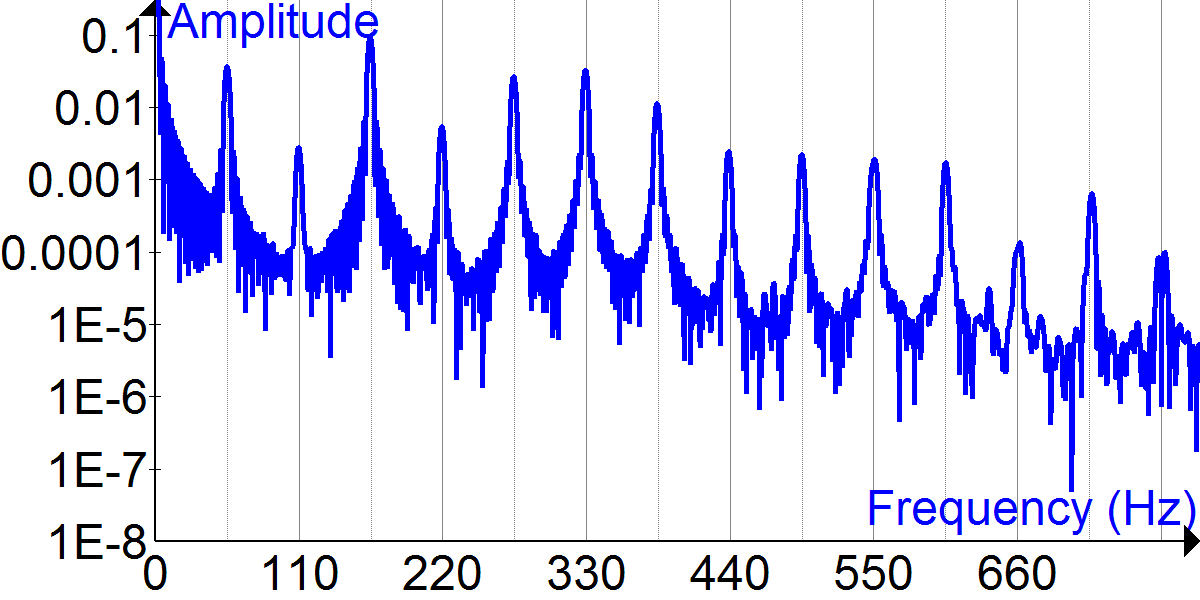
베이스 기타 개방현 A음(55Hz)의 시간 신호의 푸리에 변환. 푸리에 해석을 통해 신호와 함수의 진동 성분을 밝힐 수 있다.

수학에서 푸리에 해석학(Fourier analysis)은 일반 함수를 더 간단한 삼각함수의 합으로 표현하거나 근사하는 방법을 연구하는 학문이다. 푸리에 해석은 푸리에 급수 연구에서 발전했으며, 함수를 삼각함수의 합으로 표현하면 열전달 연구를 크게 단순화할 수 있음을 보여준 조제프 푸리에의 이름을 따서 명명되었다.
푸리에 해석의 주제는 광범위한 수학 분야를 포괄한다. 과학과 공학에서는 함수를 진동 성분으로 분해하는 과정을 흔히 푸리에 분석이라고 하며, 이러한 조각으로 함수를 재구성하는 작업을 푸리에 합성이라고 한다. 예를 들어 음표에 어떤 성분 주파수가 존재하는지 확인하려면 샘플링된 음표의 푸리에 변환을 계산해야 한다. 그런 다음 푸리에 해석에서 밝혀진 주파수 성분을 포함시켜 동일한 소리를 다시 합성할 수 있다. 수학에서 푸리에 해석이라는 용어는 종종 두 연산에 대한 연구를 의미한다.
분해 과정 자체를 푸리에 변환이라고 한다. 변환 결과인 푸리에 변환은 변환되는 함수의 영역과 기타 속성에 따라 더 구체적인 이름이 붙는 경우가 많다. 또한 푸리에 해석의 원래 개념은 시간이 지남에 따라 점점 더 추상적이고 일반적인 상황에 적용되도록 확장되었으며, 일반 분야는 종종 조화해석으로 알려져 있다. 분석에 사용되는 각 변환에는 합성에 사용할 수 있는 대응하는 역변환이 있다.